# Jan Vondráček (1882–1953)
Jan Vondráček (25. ledna 1882 Pacov – 28. září 1953 Všenory) byl český pedagog, spisovatel, filolog, historik, folklorista, překladatel. Používal též pseudonym Jan Vok. V letech 1928 až 1937 byl hlavním školským inspektorem na Podkarpatské Rusi. Zabýval se rusínským folklórem. Zasloužil se o reformu školství na Podkarpatské Rusi.

## Dílo
- Poesie Petra Bezruče (1913)
- Božena Němcová v Nymburce 1848-1850 (1913)
- Před půl stoletím (1916)
- Život Boženy Němcové, ženy zlatého srdce (1920)
- Přehledné dějiny českého divadla (1926-1930)
- Staročeská lyrika milostná (1928)
- Sborník Zemské musejní společnosti v Užhorodě (1932)
- Trebišovská epopeja čili hrdinné zpívání o tom, jak Rotary club v Užhorodu vypravil se dne 30.X.1933 se svými rodinami do zemí západních a po dlouhém bloudění, putování a sebe posilování nalezl v Trebišově Svobodu (1933)
- Lidové balady karpatoruské (1937)
- Minulost města Pacova a okolí (1947)
- Česká Thalie před sto lety : Osudy č. herců Stavovského divadla ve světle úř. dokumentů z let 1850-1851 (1950)
- Bouda : wlastenské diwadlo w nowém městě na koňském trhu : [Přispěvek k dějinám českého divadla z let 1786-1789] (1953)
- Dějiny českého divadla: 18.-19. století 1771-1824 (1956)
- Dějiny českého divadla: doba předbřeznová 1824-1846 (1957)